# Daniel Zierenberg

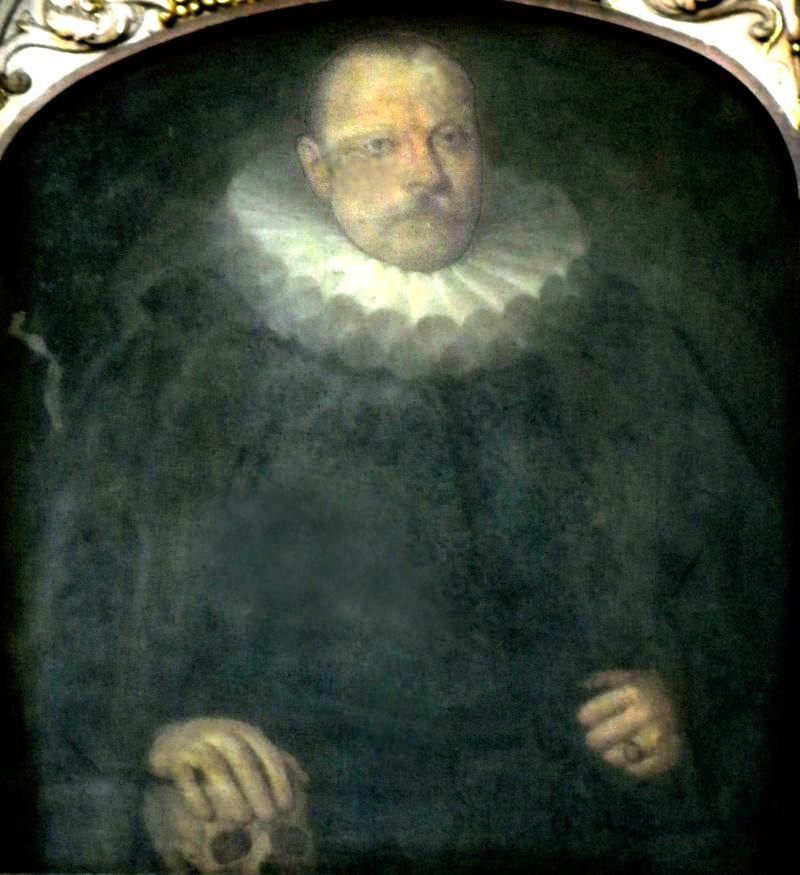
Bildnis vom Epitaph in der Danziger Marienkirche

Daniel Zierenberg, auch Czierenberg, Cyrembergk, Zirenberg, Syrenbergk, Sierenbergk, Czirenberg und Czyrenberch (* 1547 in Danzig; † 19. Juni 1602 in Tempelburg bei Danzig), war ein deutscher Politiker, Bürgermeister und königlicher Burggraf von Danzig sowie Vater von Johann Zierenberg (1574–1642).
Er war Sohn von Johann Zierenberg aus Bremen und Dorothea, Tochter des Danziger Ratsherrn Georg Schepper. Am 9. Dezember 1571 heiratete er Anna Schachmann, die Schwester des späteren Bürgermeisters von Danzig Bartholomäus Schachmann. Bartholomäus Schachmann war ein bekannter Anhänger des Calvinismus. 
Daniel Zierenberg wurde 1575 zum Schöffen, 1579 zum Ratsherrn und 1581 zum Richter gewählt. Seit 1586 bekleidete er das Amt des Bürgermeisters von Danzig, seit 1600 zusätzlich das Amt des königlichen Burggrafen.
Er wurde in der Danziger Marienkirche bestattet. Auf einem der Pfeiler wurde 1616 das dem Danziger Bildhauer Abraham van den Blocke zugeschriebene Epitaph für Daniel und Anna Zierenberg errichtet.
Der Sohn von Daniel Zierenberg, Johann, war Bürgermeister von Danzig in den Jahren 1630–1642 und ein eifriger Verbreiter des Calvinismus. Johanns Tochter Konstanze Zierenberg war eine berühmte Sängerin, „Baltische Seejungfer“ genannt.